# Schudinstrument
Een schudinstrument is een muziekinstrument dat een ritmisch geluid voorbrengt wanneer ermee geschud wordt. Deze instrumenten worden wel ingedeeld onder de slaginstrumenten.

## Lijst
- Angkloeng[2]
- Beatring
- Kabassa
- Bei, een instrument met metalen stangen in een houten raam. Bij het schudden ontstond lawaai. De naam stond aan de basis van de beiaard.[3]
- Jurri jurri, of jolo jolo, instrumenten uit Suriname met aan een snoer geregen noten of schelpen.[4]
- Klok
- Kuttepiel
- Maraka (sambabal)
- Matrimonial, instrument uit Curaçao bestaande uit een houten plank met daarop losjes aangebrachte metalen schijfjes.[5][6]
- Percussie-ei
- Rammelaar
- Regenmaker
- Sàka[7]
- Shekere
- Sistrum
- Schellenraam[1]
- Schelringen
- Siksak
- Tamboerijn